# Barbara Bush
Barbara Pierce Bush (Flushing (New York), 8 juni 1925 – Houston (Texas), 17 april 2018) was de echtgenote van voormalig Amerikaanse president George H.W. Bush en was deswege first lady van de Verenigde Staten van 1989 tot 1993.
Na Abigail Adams was zij de tweede Amerikaanse, die na first lady ook nog first mother werd, toen haar zoon George W. Bush op 7 november 2000 werd gekozen tot president.
Barbara Bush werd geboren in Manhattan. Op 16-jarige leeftijd leerde ze George H.W. Bush kennen. Het echtpaar huwde in 1945 en ze kregen zes kinderen, waaronder voormalig president George W. Bush en gouverneur Jeb Bush. 
Barbara Bush is ook verwant aan de vroegere president Franklin Pierce. Tijdens het vicepresidentschap van haar echtgenoot onder president Ronald Reagan, van 1981 tot 1989, was ze de zogeheten second lady van de Verenigde Staten.
In haar rol van first en second lady koos ze voor een traditionele steunende rol op de achtergrond. Dat deed niets af aan haar sterke persoonlijkheid. Ze kon scherp uit de hoek komen. Haar zoons noemden haar respectvol the Enforcer (de Afdwinger).
Op 17 april 2018 overleed Barbara Bush op 92-jarige leeftijd. Haar man overleed datzelfde jaar op 30 november.
Martha Washington ·
Abigail Adams ·
Martha Jefferson Randolph ·
Dolley Madison ·
Elizabeth Kortright Monroe ·
Louisa Adams ·
Emily Donelson ·
Sarah Yorke Jackson ·
Angelica Van Buren ·
Anna Harrison ·
Letitia Tyler ·
Priscilla Tyler ·
Julia Tyler ·
Sarah Polk ·
Margaret Taylor ·
Abigail Fillmore ·
Jane Pierce ·
Harriet Lane ·
Mary Lincoln ·
Eliza Johnson ·
Julia Grant ·
Lucy Hayes ·
Lucretia Garfield ·
Mary McElroy ·
Rose Cleveland ·
Frances Cleveland ·
Caroline Harrison ·
Mary Harrison McKee ·
Ida McKinley ·
Edith Roosevelt ·
Helen Taft ·
Ellen Wilson ·
Edith Wilson ·
Florence Harding ·
Grace Coolidge ·
Lou Hoover ·
Eleanor Roosevelt ·
Bess Truman ·
Mamie Eisenhower ·
Jacqueline Kennedy ·
Lady Bird Johnson ·
Pat Nixon ·
Betty Ford ·
Rosalynn Carter ·
Nancy Reagan ·
Barbara Bush ·
Hillary Clinton ·
Laura Bush ·
Michelle Obama ·
Melania Trump ·
Jill Biden ·
Melania Trump
- Bibliothèque nationale de France: cb165230589 (data)
- CiNii: DA08649678
- Gemeinsame Normdatei: 118926594
- International Standard Name Identifier: 0000 0001 2142 0803
- Library of Congress Control Number: n83146999
- Nationale Bibliotheek van Letland: 000261368
- National Archives and Records Administration: 10567765
- Bibliotheek van het Japanse parlement: 00464068
- Nationale Bibliotheek van Tsjechië: xx0010422
- Nationale bibliotheek van Australië: 36451719
- Nationale Bibliotheek van Israël: 987007459953805171
- Nationale Bibliotheek van Polen: a0000001214239
- Nederlandse Thesaurus van Auteursnamen: 081382758
- SNAC: w6jv0df6
- Système universitaire de documentation: 132984776
- Trove: 1257483
- Virtual International Authority File: 85368778
- WorldCat: E39PBJv8FKKrBFTWwpGGVQHjYP